# برونو غوميز
برونو غوميز هو لاعب كرة قدم برازيلي في مركز الوسط، ولد في 4 أبريل 2001 في ريو دي جانيرو في البرازيل. لعب مع نادي فاسكو دا غاما.

## وصلات خارجية
- برونو غوميز على موقع قاعدة بيانات كرة القدم.إي يو (الإنجليزية)
- برونو غوميز على موقع Soccerway.com (الإنجليزية)
- برونو غوميز على موقع عالم كرة القدم.نت (الإنجليزية)